# Keiko Toda
Keiko Toda (戸田 恵子 Toda Keiko?, Nagoya, Aichi, 12 de septiembre de 1957) es una veterana actriz y seiyū japonesa. Su papel más famoso es ser la voz de Anpanman héroe de los niños en el anime de larga duración Soreike Anpanman. También fue la voz de Thomas the Tank Engine en el doblaje japonés de Thomas the Tank Engine y Amigos de la temporada 1 a la temporada 8.
Es una aclamada cantante, y también habla francés. En el cine y el teatro, que a menudo trabaja con el guionista / director Mitani Koki. Ella estaba casada con un compañero de Gundam seiyū Ikeda Shūichi pero se divorciaron luego. Más tarde se casó con el excantante e ídolo Junichi Inoue.

## Carrera
Primero se convirtió en actriz en quinto grado y luego se mudó a Tokio en 1973 para convertirse en una cantante ídolo. Luego se unió a la compañía de teatro de Nachi Nozawa. También actriz de teatro musical, ha aparecido en musicales como "Sweet Charity" y "Dance of the Fleet Lady". Ganó el Premio de la Academia Japonesa como actriz de reparto por Bienvenido de nuevo, Sr. McDonald en 1997.
Toda ha doblado a actrices como Jodie Foster, Linda Hamilton, Sigourney Weaver, Sandra Bullock, Michelle Pfeiffer y Carrie Anne Moss para doblajes de películas estadounidenses de acción real. Ella prestó su voz a Rui Kisugi para la nueva película animada City Hunter, reemplazando a su colega actriz de doblaje Toshiko Fujita , con quien tenía una relación de hermana. Sus pasatiempos incluyen bailar, cantar, conducir, ver musicales de Broadway y cantar poemas.

## Roles

### Animación
| Personaje                               | En la animación                          | Más información                 |
| --------------------------------------- | ---------------------------------------- | ------------------------------- |
| Angel                                   | Lilo & Stitch                            |                                 |
| Anpanman                                | Soreike! Anpanman                        |                                 |
| Kitarou                                 | GeGeGe no Kitarou (3rd Series)           |                                 |
| Hitomi Kisugi                           | Cat's Eye                                |                                 |
| Matilda Ajan                            | Mobile Suit Gundam                       | Año 1979                        |
| Karala Ajiba                            | Space Runaway Ideon                      |                                 |
| Hajime Amamori                          | Queen Millennia                          |                                 |
|                                         | Yotoden                                  | Año 1987                        |
| Kaoru Orihara                           | Oniisama e...                            |                                 |
| Osono                                   | Majo no Takkyūbin                        |                                 |
| Thomas the Tank Engine                  | Thomas the Tank Engine and Friends       | (1990 to 2004) (Japanese Dub)   |
| Valcuria/Guyver II                      | Guyver: Out of Control                   |                                 |
| Sally                                   | Cars                                     | Versión japonesa de la película |
| Sonic the Hedgehog y Sonia the Hedgehog | Sonic Underground                        | Versión japonesa                |
| Teatine                                 | Healin' Good PreCure                     | Pretty Cure Wiki (Español)      |
| Mr Happy                                | Mr Men                                   | versión japonesa                |
| Budgie                                  | Budgie the Little Helicopter             |                                 |
| Alejandro                               | The New Adventures of Maya the Honey Bee | Año 1987                        |
| Madre de Ataru                          | Urusei Yatsura                           | Año 2022                        |

### Doblaje
| Actor         | Película |
| ------------- | --- |
| Jodie Foster  | * The Accused - The Silence of the Lambs (Edición de TV) - Maverick (Edición NTV) - Contact (Edición de TV) - Anna and the King (Edición de TV) - Flightplan         |
| Julia Roberts | * Notting Hill - Full Frontal |
| Otros         | * Alien (TV Asahi edición) (Ellen Ripley (Sigourney Weaver)) - The Matrix (Edición de TV) (Trinity (Carrie-Anne Moss)) - Star Wars (Princesa Leia Organa) - S.W.A.T. |

### Acción en vivo
- The Uchoten Hotel (2006)
- Nin x Nin (2004)
- Shinsengumi! (2004)
- Minna no Ie (2001)
- Densha Otoko (2005)
- Hero (2001)
- Shomuni (1998)
- Radio no Jikan: Welcome Back, Mr. McDonald (1997)
- Archivos X (1993–2002), voz de Dana Scully

### Series de televisión
- Makanai: la cocinera de las maiko (2023), Kimie Sakurai.[5][6]